# Hulstina inconspicua
Hulstina inconspicua là một loài bướm đêm trong họ Geometridae.